# هلما زاندرز-برامس
هلما زاندرز-برامس (آلمانی: Helma Sanders-Brahms؛ ‏ ۲۰ نوامبر ۱۹۴۰ – ۲۷ مهٔ ۲۰۱۴) کارگردان فیلم، فیلم‌نامه‌نویس، تهیه‌کننده فیلم، کارگردان تلویزیونی، تهیه‌کننده تلویزیونی و هنرپیشه اهل آلمان بود.
هلما ساندرز در ۲۰ نوامبر ۱۹۴۰ در امدن (نیدزاکسن) آلمان به دنیا آمد. او بین سال‌های ۱۹۶۰ تا ۱۹۶۲ در مدرسه‌ای برای بازیگری در هانوفر تحصیل کرد و سپس در دانشگاه کلن در رشته‌های ادبیات و درام تخصص گرفت. اوایل دوران حرفه‌ای‌اش به عنوان دستیار در بیمارستان و گوینده در شبکه تلویزیونی WDR-3 کلن فعالیت داشت. همچنین برای این شبکه مستندها و فیلم‌های کوتاه تولید می‌کرد. در سال ۱۹۶۷، در جریان سفری به ایتالیا، با کارگردانان برجسته‌ای مانند پیر پائولو پازولینی و سرجو کوربوچی به عنوان کارآموز همکاری کرد؛ تجربه‌ای تعیین‌کننده که نقش مهمی در تصمیم او برای ورود به دنیای فیلم‌سازی داشت. از سال ۱۹۶۹، زاندرز شروع به ساخت فیلم‌های خود کرد و اغلب فیلم‌نامه‌های آثارش را خودش نوشت و تهیه‌کنندگی بسیاری از آن‌ها را نیز بر عهده داشت. فیلم‌های او ترکیبی از آثار داستانی و مستند هستند و بسیاری از آن‌ها دارای جنبه‌ای پررنگ از زندگی‌نامه شخصی‌اش هستند.
فیلم‌های اولیه او نگاهی انتقادی به موضوعاتی چون کار، مهاجرت و وضعیت زنان در آلمان غربی دارند. فیلم تلویزیونی او در سال ۱۹۷۱ با عنوان خشونت به کارگران خط مونتاژ شرکت فورد موتور می‌پردازد. مستند او در سال ۱۹۷۳ با عنوان ماشین  موفق به دریافت جایزه فدراسیون بین‌المللی منتقدان فیلم شد. فیلم زیر سنگفرش، ساحل است اثری کلیدی برای جنبش زنان آلمان و همچنین جنبش دانشجویی به شمار می‌آید، و نقطه عطفی در شکل‌گیری هویت ساندرز به عنوان فیلم‌سازی آشکارا فمینیست محسوب می‌شود. فیلم جنجالی عروسی شیرین که برای تلویزیون ساخته شد، به مرگ تراژیک یک مهاجر ترک در آلمان می‌پردازد و موضوع ازدواج اجباری را مورد بررسی قرار می‌دهد. زاندرز، از طریق مطالعه ادبیات کلاسیک آلمان، علاقه و همدلی ویژه‌ای نسبت به آثار هنریش فون کلایست پیدا کرد؛ دست‌کم سه فیلم او یا اقتباسی از آثار این نویسنده هستند یا به طور مستقیم به او ارجاع دارند.
در اواخر دهه ۱۹۷۰، فیلم‌های هلما زاندرز-برامس از مضامین سیاسی فاصله گرفتند و به سوی نوعی ذهن‌گرایی رادیکال گرایش پیدا کردند؛ جایی که روابط مادر و دختر با تاریخ پرآشوب آلمان پیوند می‌خوردند. او با فیلم آلمان، مادر رنگ‌پریده که به تجربه زنان آلمانی در دوران نازی و پس از آن می‌پردازد، به شهرت بین‌المللی دست یافت. به عنوان یکی از کارگردانان جنبش سینمای نوین آلمان، فیلمنامه‌های هلما زاندرز-برامس عمدتاً بر دغدغه‌های چپ سیاسی تمرکز دارند. آخرین فیلم بلند سینمایی او با عنوان کلارای محبوب به مثلث عشقی میان روبرت شومان، کلارا شومان و یوهانس برامس می‌پردازد. فیلم‌های او در جشنواره‌های بین‌المللی جوایز بسیاری کسب کرده‌اند. در سال ۱۹۸۲، او عضو هیئت داوران سی‌ودومین جشنواره بین‌المللی فیلم برلین بود.
وی همچنین برندهٔ جوایزی همچون جایزه ساترلند شده‌است.